# Niō zen
Pour les articles homonymes, voir NIO.
Le niō zen (仁王禅, « zen des rois gardiens ») est une pratique méditative du bouddhisme zen créée au XVIIe siècle par le maître zen Suzuki Shōsan,. Elle se fonde sur la contemplation et l'imitation des niō, deux figures terrifiantes qui gardent les portes des temples zen.

## Caractéristiques

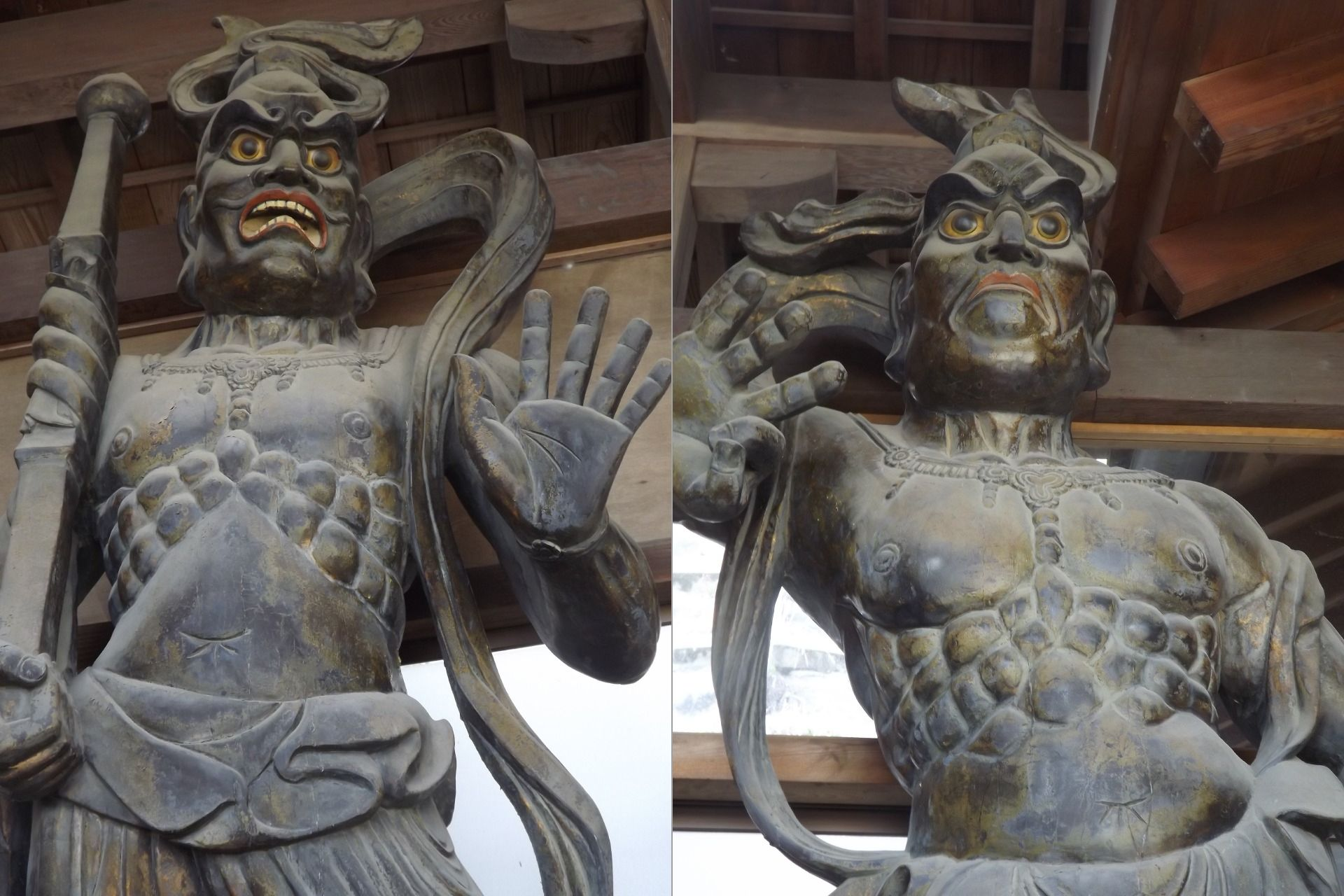
Les deux niô du temple de Taisan-ji à Matsuyama.

Le niō zen est une pratique méditative centrée sur les niō, à savoir les deux rois gardiens à l'air féroce qui encadrent en général l'entrée d'un temple zen. Aux yeux de Suzuki Shôsan, il était plus facile pour un débutant de se concentrer sur de telles images et sur l'énergie qui s'en dégage. Il suggérait même que, dans certains cas, le pratiquant imite physiquement leur posture et reproduise l'expression de leur visage de façon à parvenir au même niveau d'énergie. Cette énergie pouvait alors être dirigée contre les influences négatives qui troublaient la méditation du débutant.
Dans les temples qu'il fonda à travers le Japon, Suzuki Shôsan enseigna cette seule forme de zen, mettant l'accent sur la culture redoutable du zen dans la vie quotidienne. 

## Développement de la méthode
La méthode passe par trois étapes : il faut tout d'abord focaliser son attention sur une statue de Bouddha ; ensuite, garder un esprit flottant ; enfin, nourrir son ki, c'est-à-dire son énergie vitale.